# Médaille du mérite pour la défense nationale
La médaille du mérite pour la défense nationale (en polonais Medal Za zasługi dla obronności kraju) est une décoration militaire polonaise, décernée par le ministre de la défense nationale (pl).
La décoration comporte trois classes : en bronze, en argent et en or.

## Histoire
La médaille a été créée par le Sejm par une loi du 21 avril 1966 (en même temps que la Médaille du mérite pour la participation aux batailles de Berlin (pl)). Selon la loi, il s'agit d'une reconnaissance des personnes qui, par leur travail ou leurs activités, ont contribué au développement et au renforcement de la défense du pays. La médaille peut également être décernée à une unité militaire, une organisation sociale, une entreprise, un établissement ou une institution.

## Récipiendaires
- Adela Dankowska] (1935-), aviatrice[2].
- Zenon Jankowski (1937-), cosmonaute.
- Wojciech Jaruzelski
- Józef Oleksy (1946-2015), homme politique.
- Tomasz Orłowski (1956-), diplomate.
- Franciszek Pieczka (1928-2022), acteur de théâtre et de cinéma[3].
- Rafał Romanowski (1978-), homme politique.
- Julia Szeremeta (2003-), sportive.
- Adam Witek (1928-2013), pilote de vol à voile, champion du monde en 1958.
- Jan Wyżykowski (1917-1974), géologue et ingénieur des mines.
- Janusz A. Zajdel (1938-1985), écrivain de science-fiction.